# Túnel de les dos Valires
Der Túnel de les dos Valires ist ein bedeutender Straßentunnel im Fürstentum Andorra, der die beiden andorranischen Gemeinden La Massana und Encamp verbindet.

## Geschichte
Der vierspurige Zweiröhrentunnel mit einer Länge von 2,870 Kilometern verbindet die Hauptstraßen CG 2 und  CG 3. Der Bau wurde 2005 begonnen. Durch einen Unfall am Viadukt Pont de Lisboa von La Massana im Jahre 2009, bei dem fünf portugiesische Bauarbeiter getötet wurden, kam es zu einer Verzögerung.
Der Tunnel wurde somit erst im Juli 2012 eröffnet. Die Baukosten betrugen rund 160 Millionen Euro. Die Bauarbeiten wurden durch die andorranische Firma Grup Heracles und die Planungsfirma UTE Euroconsult ausgeführt. Betreiber ist  die Agència de Mobilitat Govern d'Andorra.

## Fahrradverkehr im Tunnel
Seit 2022 ist der Tunnel auch für den Fahrradverkehr freigegeben. Radfahrer müssen ein Vorder- und Rücklicht benutzen sowie reflektierende Kleidung tragen. Im Tunnel gibt es eine Radspur, die am Tunnelanfang grün gestrichen ist. Außerdem wird mit Schildern auf den Radverkehr hingewiesen.